# (3264) Bounty
(3264) Bounty – planetoida z grupy pasa głównego asteroid okrążająca Słońce w ciągu 5 lat i 230 dni w średniej odległości 3,16 j.a. Została odkryta 7 stycznia 1934 roku w Landessternwarte Heidelberg-Königstuhl w Heidelbergu przez Karla Reinmutha. Nazwa planetoidy pochodzi od HMS Bounty. Nazwa została zaproponowana przez G. V. Williamsa. Przed jej nadaniem planetoida nosiła oznaczenie tymczasowe (3264) 1934 AF.